# Cazadero Real de El Pardo

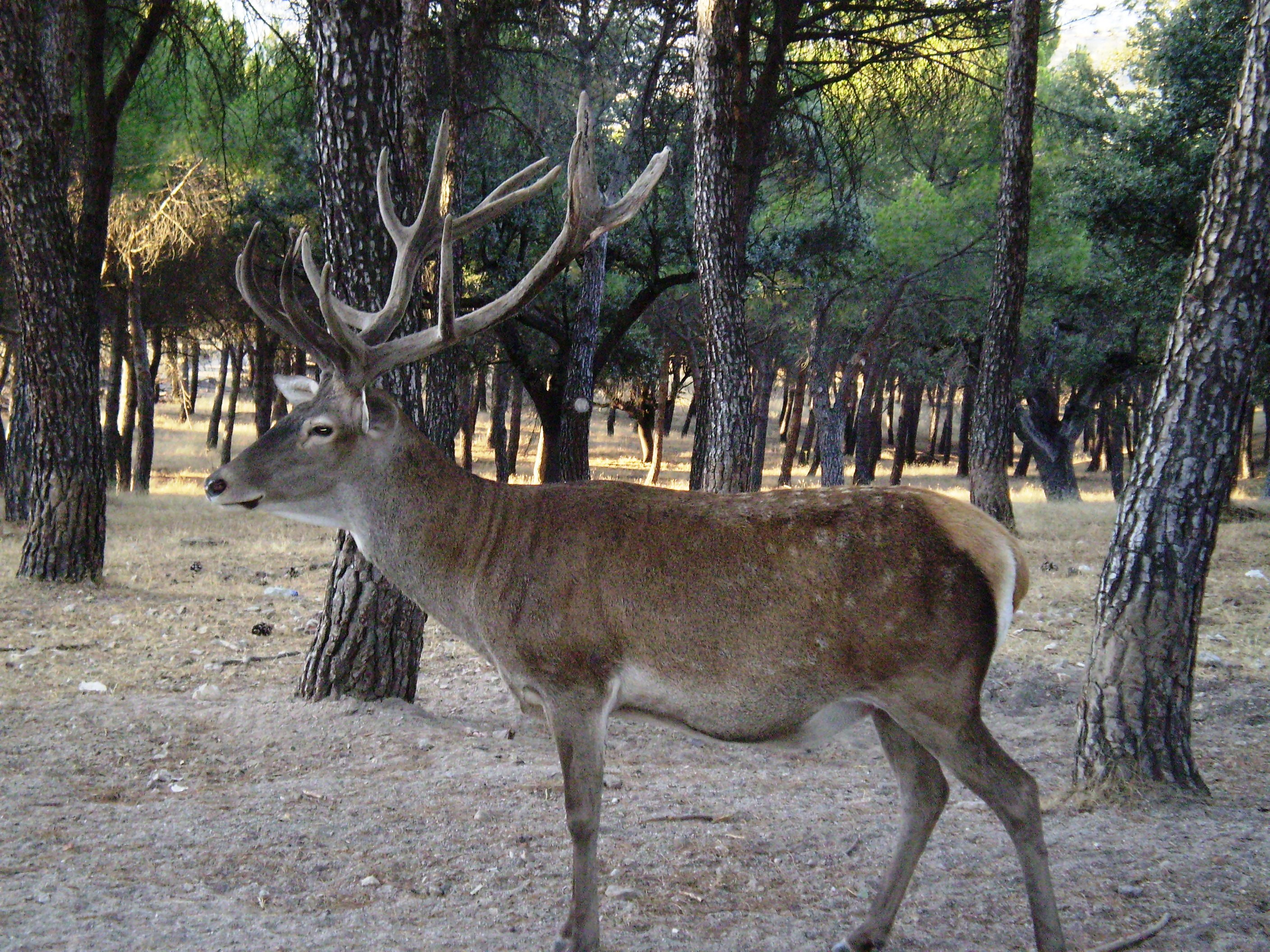
Ciervo en el monte de El Pardo. Por su riqueza cinegética fue conservado por los reyes de Castilla y posteriormente por los de España desde, al menos, el.

El cazadero Real de El Pardo es una zona boscosa del norte de Madrid, conocida en la actualidad como Monte de El Pardo, utilizada desde Alta Edad Media por los monarcas españoles para monterías, dada la abundancia de especies cinegéticas y la proximidad de la Corte, en Madrid.

## Primeras referencias
El Real Sitio de El Pardo, data de 1312 siendo rey de Castilla y León Alfonso XI el justiciero. A principios del siglo XV, Enrique III de Castilla ya había mandado construir un pabellón de caza en el bosque de encinas que puebla el monte de El Pardo, y cazadero real desde tiempos de Alfonso X el Sabio, situado a pocas leguas del Real Alcázar que se levantaba sobre el cerro de la Almudaina en Madrid. Se tiene noticia escrita de tiempos de Felipe II en el año 1572, siendo los gamos de especial predilección para cazadores oficiales y furtivos. Su amojonamiento se establecía en el siguiente orden:

El primer mojon pone como se va de Madrid al Pardo por la parte del molino que dizen de Somontes junto a una Cruz Verde a donde se apartan los caminos enfrente de Vadillo por donde pasan el Rio para ir a Arabaca viniendo de la Cruz Real del Pardo y desde alli por el camino que va a Quesada arriva hasta el Camino que vaja de Peñarrubia y desde alli como van por el valle arriba de Quesada, hasta la Voca de Pesadilla y desde alli como van hasta el Carril del Goloso y desde allí a la Cabezada del Prado de Nabalasmuelas y desde allí camino derecho hasta el arroyo de Tejada que es le Charco de los Anadinos. Y desde allí tejada abajo por la mojonera Vieja yendo hacia el Rio grande junto a la hermita de Nuestra Srª del Torneo y pasando el Rio desde el atravesando por los mojones que alli están hasta el Camino que llevan los leñadores la Vega abajo de Valdelatas (oy se dice Valdetablas) y desde alli y desde alli por el camino que van puestos mojones hasta el arroyo de la Fuenseca adonde dejan el dicho camino y desde alli por los dichos mojones por medio de la vega de Valdelatas, hasta el paraje de la Voca de Valdeyamarza  donde toman los otros mojones a tomar el otro camino, y van por el hasta el valle de Valdelaspeñas, y desde alli por el otro camino hasta el Valle de Vallelobrego y desde alli hsta la cerca del Valle de las Dos Hermanas y de alli dejando el otro camino van derecho al Vadillo de Arabaca y acaban en el Rio enfrente del primer mojon a donde comenzaron.

## Cerramiento e infraestructura
De manera definitiva, en tiempos del rey Fernando VI, se abordó llevar a cabo el cierre material de esta posesión real, por medio de una cerca o cordón que garantizara la seguridad, independencia y el respeto de la caza por parte de los furtivos, favoreciendo la intimidad y el crecimiento productivo del Real Sitio de El Pardo como propiedad de la Corona. El cerramiento del cazadero era un proyecto ambicioso y costoso, pero era imprescindible. Existían muchos problemas derivados de la serie de cacerías a la que estaban habituados los reyes y sus egregios invitados. Las consecuencias para los pueblos vecinos eran muy graves, ya que la caza, por el empuje de los ojeadores con su podencos, recorrían grandes distancias fuera de los límites y los destrozos que producían en los cultivos eran considerables y gravosos para los agricultores que tenían en sus tierras sus modo de subsistencia.
La Corona se gastaba cuantiosas cantidades de dinero en adquirir el material necesario para tratar de paliar la salida de la caza y en pagar los jornales de los mesequeros guarda redes, encargados de que las empalizadas de esparto permaneciesen levantadas durante todo el año, además de pagar los gastos que se generaban por las indemnizaciones de los daños ocasionados a los vecinos en sus campos de cultivo de trigo, cebada, centeno o avena, las huertas de guisantes comunes, guisantes flamencos, garbanzos, habas y melones y los algarrobos y vides de uva común y uva moscatel.
La solución a tantos problemas estaba en el cercado de los límites del cazadero, y que la obra perdurase en el tiempo. El rey, a la sazón Fernando VI, se propuso llevar a feliz término el complicado trabajo que requería una gran cantidad de mano de obra y la intervención de destacados especialistas de la época. En este proyecto va a intervenir inicialmente el ingeniero jefe Francisco Nangle, teniente de infantería al que sustituirá, a su muerte, Marcos de Viezma a quien Fernando VI concedió el grado de Comisario de Guerra, en atención a sus servicios. 
Se abordó como una obra perdurable y se decidió que las tapias fueran de buenos materiales: ladrillo pinto y colorado, de piedra berroqueña coronada con albardilla (caballete o tejadillo que se coloca sobre los muros). La solidez de la estructura ha permitido que permaneciese en buen estado de conservación hasta el siglo XXI. La obra del «Cordón», así se llamó el cerramiento en principio, con su configuración definitiva, comenzó en 1751 y finalizó en 1758, es decir bajo la administración y gobierno del expresado rey.

### Obreros
Arquitectos, destajistas, los sobrestantes eran los capataces de las obra, asentistas, maestro fontaneros, maestros canteros, areneros, carreteros que con sus bueyes transportaban el riscal y material de canterías, esparteros que veían como a medida que avanzaban las obras a loa largo de siete años iban perdiendo pedidos, albañiles, tejeros, transportistas de piedra de pedernal junto a  herreros, herradores y albeytares, constituían un verdadero ejército de hombres que trabajaron alrededor de la «Cerca» sumando los que se dedicaron al remitido de la caza.

### Puentes de rastrillos
Eran necesarios rastrillos de hierro para colocarse en los ojos del puente verde madera y en todos los arroyos que atravesaban la cerca para impedir la salida de la caza. Al color verde de la pintura sobre la madera para evitar el paso del tiempo, se debía el nombre con que se les conocía. Disponía el más cercano a la Puerta de Hierro de unos cierres con maromas tirantes, tornapuntas y pies derechos para que no saliese la caza y enlazaba la venta del Cerezo en la margen izquierda con la venta del Rexidor en la opuesta. Posteriormente en su lugar se construyó en piedra con el nombre de San Fernando. Los rastrillos de hierro se realizaron en los talleres de Francisco Barranco. Se colocaron en todos los arroyos que atravesasen la «Cerca». Estas obras fueron adjudicadas mediante subasta, siendo el mejor postor Joseph de Fresnedo, profesor de arquitectura  y maestro de obras.
A las rejas de los arcos de los puentes se las daba una mano de pintura. Trócolas, tronos y cabrillas y otras herramientas así como grapas engastadas en la cantería, cadenas y cañones de palastro para baynas a los pasadores, se utilizaron para la construcción de los puentes. El Puente de Navalasmuelas se construye en 1752 siendo uno de los obradores Francisco Ximenez. Citamos el puente de Valdeculebras y de los arroyos de Valdeculebras y las Viudas. Los escultores tuvieron con sus obras una participación especial con sus trabajos tanto en los puentes como en la puertas de la «Cerca».

### Puertas y portillos

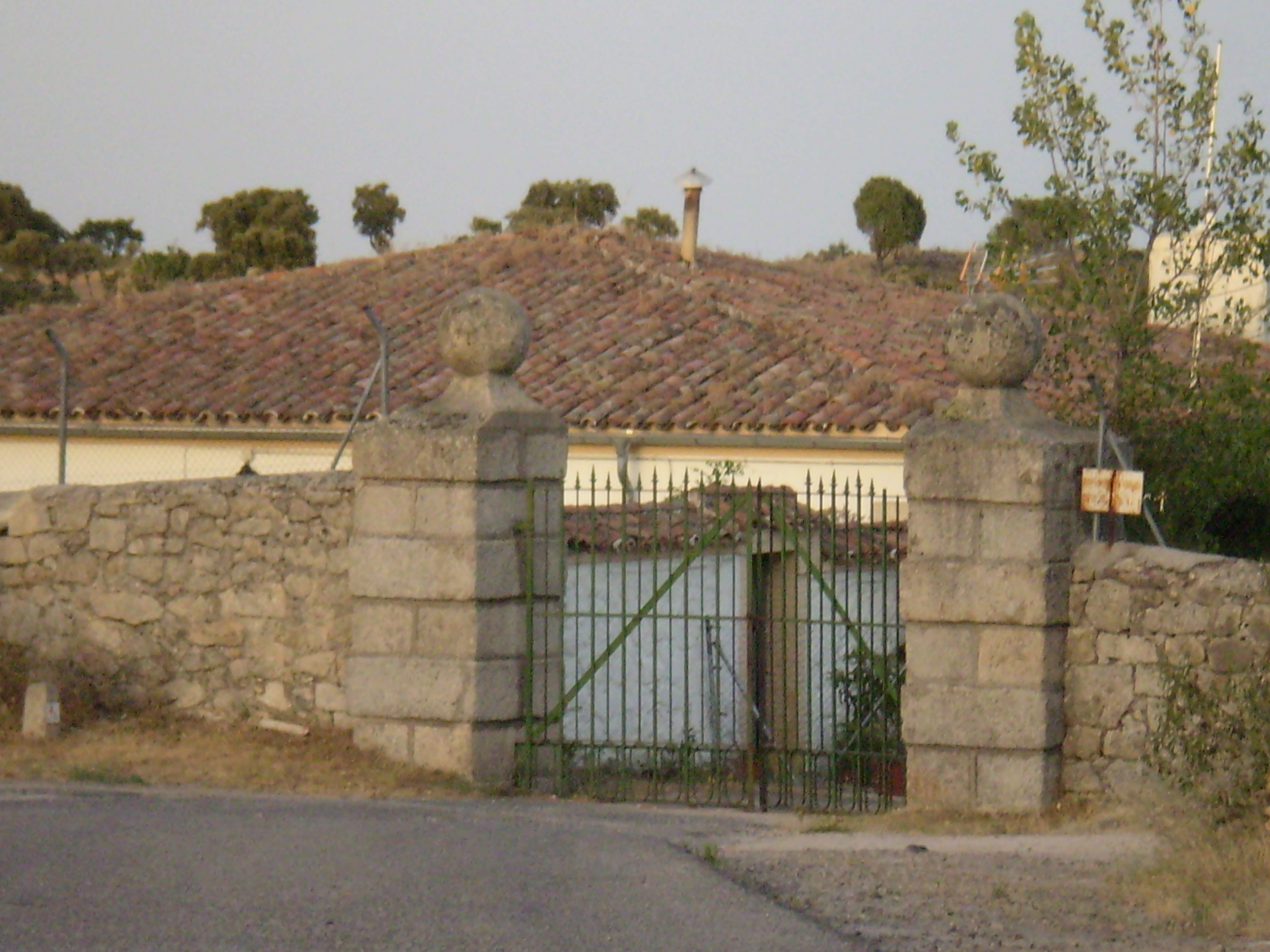
Una de las puertas con reja del «Cordón», cercado, del cazadero.

La función principal de las puertas era la de controlar las salidas y entradas al Real Sitio, para favorecer la comunicación con las tierras limítrofes. Algunas de ellas fueron proyectadas con un valor artístico y monumental, tal es el caso de la Puerta de Hierro situada en el Camino Real de El Pardo, de dos leguas de trazado que unía el Palacio Real de El Pardo con el Palacio Real de Madrid. Muchas de ellas han desaparecido.
Puertas: de Madrid, San Antonio de la Quinta, Navalcarro, Tambor, Castilla, Reloj, Fuencarral, Almaján, Camino de El Pardo o de Hierro, Valdeleganar, Capuchinos, Valdeconejos, Valderrodrigo, Valpalomero, Portillo de Madrid,  portillo del Hito, portillera del Terragal, portillo del Bodonal, portillera de Tres Cantos, puerta del Goloso, portillera de Casa Quemada, portillera de Caños Quebarados, portillera de Cerro del Toro, portillo de Valdealcalá, portillo de Salto del Lobo, portillo de Navarrondán y portillo de Valdelamasa.

## Cargos y oficios varios

### Comisarios
La totalidad del bosque, en los primeros años después de su constitución, estaba dividido en cuarteles cuya responsabilidad directa era de un comisario. El comisario pagaba el sueldo al celador y los guardabosques, Los guardabosques estaban encargados de la vigilancia de las zonas que se le asignaban y los celadores del mantenimiento y vigilancia de las redes contra la fuga de la caza, y contra la presencia de furtivos.

### Apreciadores de daños
El apreciador fue un cargo nombrado por la parte del rey: tenía la misión de hacerse cargo de la tasación de los daños que se producían con motivo de haberse realizado alguna montería en los reales bosques. 

### Mayordomos de labor
Los mayordomos de labor eran los encargados de la compra de aperos de labranza; se desplazaban a los distintos mercados de ganado en busca de los mejores ejemplares; etc. 

### Guardas o sobreguardas de cuartel
Había guardas encargados específicamente de ejercer vigilancia en los puentes, denominándose, guardas  de pontón. Los principales eran los guardas de cuartel. El repartimiento de guardas en 1751 era el siguiente: cuartel del Pardo, con dos guardas; cuartel de Batuecas, con dos guardas; cuartel de Somontes con un guarda; cuartel de Balpalomero, con un guarda; cuartel de Quexada, con un guarda; cuartel de Torre de la Parada, con un guarda y un cebador; cuartel de El Águila, con un guarda; cuartel de Baldeleganar, con un guarda; cuartel de La Angorrilla, con un guarda y un cebador; cuartel de Belada, con un guarda; cuartel de El  Crimio, con dos guardas; cuartel de Navachescas con dos guardas; cuartel de Castrejón, con un guarda; cuartel de Valdelapeña, con un guarda; cuartel de Trofascon un guarda; cuartel de la Zarzuela, con dos guardas y un cebador; cuartel de Baldelatas, con un guarda; cuartel de El Castillo de Viñuelas, con un guarda; cuartel de Nueva Roldan, con dos guardas; cuartel de Tres Cantos, con un guarda; lugar de Fuencarral, con un guarda; lugar de Alcovendas, con un guarda; lugar de Fuente del Fresno, con un guarda; lugar de pesadilla, con un guardia; lugar de El Molar, con un guarda; lugar de Colmenar Viejo, con dos guardas y el sobreguarda; lugar de El Hoyo, con un guarda; lugar de  Torrelodones con un guarda y el sobreguarda; lugar de Boadilla, con un guarda.
En el mismo año, 1751, la dotación para eso guardas, todos bajo la autoridad del teniente del Pardo, a su vez, a las órdenes directas del Duque del Arco, era según la categoría, según se indica a continuación: guardas de a 9 reales cada uno de ellos con un sueldo de 328 escudos al año. Guardas de a 8 reales con 292 reales al año. Guardas de a 7 reales, con un haber de 255 escudos y medio de vellón al año. Los cebadores cobraban 182 escudos y medio de vn al año.
Los guardas mesequeros vivían generalmente en las localidades cercanas al bosque. Eran cargos puestos por los comisarios para guardar las redes en sus respectivos cuarteles y para defender de la caza los sembrados y viñas en sus territorio.
Los carabineros que llevaban también este nombre, eran agentes de seguridad rural tal como los conocemos hoy en día a los agentes forestales.